# Man in the Mirror
"Man in the Mirror" er en hit-single fra 1988 af Michael Jackson fra hans Bad-album. Nummeret var nummer 1 på adskillige hitlister, bl.a. på den amerikanske, hvor den lå på førstepladsen i to uger. Nummeret er komponeret af Glen Ballard, Siedah Garrett og Michael Jackson. Garrett synger selv med på nummeret.

## Baggrund
"Man in the Mirror" var et af de første mainstream pop-numre, der brugte gospelkor, hvilket senere blev meget populært og brugt af bl.a. Mariah Carey og Madonna. Sangen omhandler en mand (angiveligt Michael Jackson selv), der hver dag ser fattige og hjemløse mennesker og børn, men aldrig gør noget ved det. I sangen opfordrer Jackson sig selv til at se sig i spejlet og ændre sig selv til at gøre en forskel.

## Musikvideo
Musikvideoen til "Man in the Mirror" er en af de få Michael Jackson-videoer, der ikke indeholder klip af Michael Jackson selv. Musikvideoen indeholder en række historiske klip, både positive og negative, og også klip af en række berømtheder, der bl.a. har gjort noget for velgørenhed og for at bekæmpe fattigdom og hungersnød. 
Musikvideoen indeholder bl.a.:
- Atombombesprængninger.
- Klip fra redningen af den amerikanske baby, Jessica McClure.
- Martin Luther King.
- John F. Kennedys begravelse.
- Robert F. Kennedy.
- Hungersnød i Etiopien.
- Sydafrikaneres demonstration for at få Nelson Mandela løsladt.
- Mahatma Gandhi.
- Live Aid.
- Moder Teresa.
- Lech Wałęsa.
- Adolf Hitler.
- Den iranske gidselkrise.
- Muammar al-Gaddafi.
- Mikhail Gorbatjov.
- Ronald Reagan.
- Willie Nelson.
- Bob Geldof.
- Biskop Desmond Tutu.
- Jacqueline Kennedy.
- Coretta Scott King.
- Farm Aid.
- John Lennon & Yoko Ono.
- Jimmy Carter.
- Klip fra Rainbow Warrior.
- Optagelser af Ku Klux Klan.